# Belfast (film)
Belfast je autobiografický komediálně-dramatický hraný film režiséra a scenáristy Kennetha Branagha. Ve filmu hrají hlavní role Caitríona Balfe, Judi Dench, Jamie Dornan, Ciarán Hinds, Colin Morgan a Jude Hill. Film, který Branagh popsal jako svůj „nejosobnější film“, se soustřeďuje na dětství malého chlapce uprostřed konfliktu v Belfastu v Severním Irsku v 60. letech 20. století. Ve filmu znějí původní skladby severoirského skladatele Van Morrisona.
Film měl světovou premiéru na 48. Filmovém festivalu v Telluride. Cenu publika získal na Mezinárodním filmovém festivalu v Torontu v září 2021. Film byl uveden do kin ve Spojených státech dne 12. listopadu 2021. Získal pozitivní recenze od kritiků a celosvětově vydělal přes 6 milionů dolarů.
National Board of Review ho jmenoval jedním z nejlepších filmů roku 2021. Získal sedm nominací na Zlatý glóbus, včetně nominace v kategorii nejlepší film – drama a 11. nominací na cenu Critics' Choice Awards, včetně nominace v kategorii nejlepší film.

## Obsazení
- Jude Hill jako Buddy
- Caitríona Balfe jako „Ma“, Buddyho matka
- Jamie Dornan jako „Pa“, Buddyho otec
- Judi Dench jako „Granny“, Buddyho babička
- Ciarán Hinds jako „Pop“, Buddyho dědeček
- Colin Morgan jako Billy Clanton
- Lara McDonnell jako Moira
- Gerard Horan jako Mackie
- Conor MacNeill jako McLaury
- Turlough Convery jako ministr
- Gerard McCarthy jako Bobby Frank
- Lewis McAskie jako Will
- Olive Tennant jako Catherine
- Victor Alli jako voják
- Josie Walker jako teta Violet
- Vanessa Ifediora jako slečna Lewisová
- Tom Wilkinson jako Jacob Marley (neuvedeno)

## Ocenění a nominace
| Ocenění                                       | Datum ceremoniálu  | Kategorie                         | Nominovaní                                                               | Výsledky          |
| --------------------------------------------- | ------------------ | --------------------------------- | ------------------------------------------------------------------------ | ----------------- |
| Toronto International Film Festival           | 18. září 2021      | Cena publika                      | Belfast                                                                  | vítězství         |
| Heartland Film Festival                       | 29. září 2021      | Opravdu smutný film               | Belfast                                                                  | vítězství         |
| Mill Valley Film Festival                     | 19. října 2021     | Cena publika                      | Belfast                                                                  | vítězství         |
| Newport Beach Film Festival                   | 29. října 2021     | Nejlepší film                     | Belfast                                                                  | vítězství         |
| San Diego International Film Festival         | 27. října 2021     | Cena publika                      | Belfast                                                                  | vítězství         |
| Montclair Film Festival                       | 1. listopadu 2021  | Nejlepší film                     | Belfast                                                                  | vítězství         |
| Hamilton Behind the Camera Awards             | 13. listopadu 2021 | Nejlepší kamera                   | Haris Zambarloukos                                                       | vítězství         |
| Hollywood Music in Media Awards               | 17. listopadu 2021 | Nejlepší píseň                    | "Down to Joy" written and performed by Van Morrison                      | nominace          |
| Stockholm International Film Festival         | 22. listopadu 2021 | Cena publika                      | Belfast                                                                  | vítězství         |
| National Board of Review                      | 2. prosince 2021   | nejlepších 20 filmů               | Belfast                                                                  | vítězství         |
| National Board of Review                      | 2. prosince 2021   | nejlepší herec ve vedlejší roli   | Ciarán Hinds                                                             | vítězství         |
| British Independent Film Awards               | 5. prosince 2021   | nejlepší herečka v hlavní roli    | Caitríona Balfe                                                          | nominace          |
| British Independent Film Awards               | 5. prosince 2021   | nejlepší herec ve vedlejší roli   | Ciarán Hinds                                                             | nominace          |
| British Independent Film Awards               | 5. prosince 2021   | nejlepší herečka ve vedlejší roli | Judi Dench                                                               | nominace          |
| British Independent Film Awards               | 5. prosince 2021   | objev roku                        | Jude Hill                                                                | nominace          |
| British Independent Film Awards               | 5. prosince 2021   | nejlepší casting                  | Lucy Bevan, Emily Brockmann                                              | nominace          |
| British Independent Film Awards               | 5. prosince 2021   | nejlepší kamera                   | Haris Zambarloukos                                                       | nominace          |
| British Independent Film Awards               | 5. prosince 2021   | nejlepší kostýmy                  | Charlotte Walter                                                         | nominace          |
| British Independent Film Awards               | 5. prosince 2021   | nejlepší střih                    | Úna Ní Dhonghaíle                                                        | nominace          |
| British Independent Film Awards               | 5. prosince 2021   | nejlepší masky                    | Wakana Yoshihara                                                         | nominace          |
| British Independent Film Awards               | 5. prosince 2021   | nejlepší skladadel                | Van Morrison                                                             | nominace          |
| British Independent Film Awards               | 5. prosince 2021   | nejlepší výprava                  | Jim Clay                                                                 | nominace          |
| Detroit Film Critics Society                  | 6. prosince 2021   | nejlepší film                     | Belfast                                                                  | nominace          |
| Detroit Film Critics Society                  | 6. prosince 2021   | nejlepší režisér                  | Kenneth Branagh                                                          | nominace          |
| Washington D.C. Area Film Critics Association | 6. prosince 2021   | nejlepší film                     | Belfast                                                                  | vítězství         |
| Washington D.C. Area Film Critics Association | 6. prosince 2021   | nejlepší režisér                  | Kenneth Branagh                                                          | nominace          |
| Washington D.C. Area Film Critics Association | 6. prosince 2021   | nejlepší herec ve vedlejší roli   | Jamie Dornan                                                             | nominace          |
| Washington D.C. Area Film Critics Association | 6. prosince 2021   | nejlepší herec ve vedlejší roli   | Ciarán Hinds                                                             | nominace          |
| Washington D.C. Area Film Critics Association | 6. prosince 2021   | nejlepší herečka ve vedlejší roli | Caitríona Balfe                                                          | nominace          |
| Washington D.C. Area Film Critics Association | 6. prosince 2021   | nejlepší obsazení                 | Belfast                                                                  | nominace          |
| Washington D.C. Area Film Critics Association | 6. prosince 2021   | nejlepší mladý herec              | Jude Hill                                                                | nominace          |
| Washington D.C. Area Film Critics Association | 6. prosince 2021   | nejlepší původní scénář           | Kenneth Branagh                                                          | vítězství         |
| Washington D.C. Area Film Critics Association | 6. prosince 2021   | nejlepší výprava                  | Jim Clay a Claire Nia Richards                                           | nominace          |
| Washington D.C. Area Film Critics Association | 6. prosince 2021   | nejlepší kamera                   | Haris Zambarloukos                                                       | nominace          |
| Washington D.C. Area Film Critics Association | 6. prosince 2021   | nejlepší střih                    | Úna Ní Dhonghaíle                                                        | nominace          |
| American Film Institute Awards                | 8. prosince 2021   | Speciální ocenění                 | Belfast                                                                  | vítězství         |
| St. Louis Film Critics Association            | 19. prosince 2021  | nejlepší film                     | Belfast                                                                  | 2. místo místo    |
| St. Louis Film Critics Association            | 19. prosince 2021  | nejlepší režisér                  | Kenneth Branagh                                                          | 2. místo místo    |
| St. Louis Film Critics Association            | 19. prosince 2021  | nejlepší herec ve vedlejší roli   | Ciarán Hinds                                                             | 2. místo místo    |
| St. Louis Film Critics Association            | 19. prosince 2021  | nejlepší obsazení                 | Belfast                                                                  | nominace          |
| St. Louis Film Critics Association            | 19. prosince 2021  | nejlepší původní scénář           | Kenneth Branagh                                                          | nominace          |
| St. Louis Film Critics Association            | 19. prosince 2021  | nejlepší kamera                   | Haris Zambarloukos                                                       | nominace          |
| St. Louis Film Critics Association            | 19. prosince 2021  | nejlepší střih                    | Úna Ní Dhonghaíle                                                        | 2. místo místo    |
| St. Louis Film Critics Association            | 19. prosince 2021  | nejlepší scéna                    | Buddy when he hears the rioters approaching                              | nominace          |
| Alliance of Women Film Journalists            | leden 2022         | nejlepší film                     | Belfast                                                                  | dosud nevyhlášeno |
| Alliance of Women Film Journalists            | leden 2022         | nejlepší režie                    | Kenneth Branagh                                                          | dosud nevyhlášeno |
| Alliance of Women Film Journalists            | leden 2022         | nejlepší herec ve vedlejší roli   | Jamie Dornan                                                             | dosud nevyhlášeno |
| Alliance of Women Film Journalists            | leden 2022         | nejlepší herec ve vedlejší roli   | Ciarán Hinds                                                             | dosud nevyhlášeno |
| Alliance of Women Film Journalists            | leden 2022         | nejlepší původní scénář           | Kenneth Branagh                                                          | dosud nevyhlášeno |
| Alliance of Women Film Journalists            | leden 2022         | nejlepší casting                  | Lucy Bevan, Emily Brockmann                                              | dosud nevyhlášeno |
| Alliance of Women Film Journalists            | leden 2022         | nejlepší kamera                   | Haris Zambarloukos                                                       | dosud nevyhlášeno |
| Alliance of Women Film Journalists            | leden 2022         | nejlepší střih                    | Úna Ní Dhonghaíle                                                        | dosud nevyhlášeno |
| Alliance of Women Film Journalists            | leden 2022         | speciální cena pro dámu roku      | Judi Dench                                                               | dosud nevyhlášeno |
| Satellite Awards                              | 5. ledna 2022      | nejlepší film (drama)             | Belfast                                                                  | dosud nevyhlášeno |
| Satellite Awards                              | 5. ledna 2022      | nejlepší režie                    | Kenneth Branagh                                                          | dosud nevyhlášeno |
| Satellite Awards                              | 5. ledna 2022      | nejlepší herec ve vedlejší roli   | Jamie Dornan                                                             | dosud nevyhlášeno |
| Satellite Awards                              | 5. ledna 2022      | nejlepší herec ve vedlejší roli   | Ciarán Hinds                                                             | dosud nevyhlášeno |
| Satellite Awards                              | 5. ledna 2022      | nejlepší herečka ve vedlejší roli | Caitríona Balfe                                                          | dosud nevyhlášeno |
| Satellite Awards                              | 5. ledna 2022      | nejlepší herečka ve vedlejší roli | Judi Dench                                                               | dosud nevyhlášeno |
| Satellite Awards                              | 5. ledna 2022      | nejlepší původní scénář           | Kenneth Branagh                                                          | dosud nevyhlášeno |
| Satellite Awards                              | 5. ledna 2022      | nejlepší kamera                   | Haris Zambarloukos                                                       | dosud nevyhlášeno |
| Satellite Awards                              | 5. ledna 2022      | nejlepší střih                    | Úna Ní Dhonghaíle                                                        | dosud nevyhlášeno |
| Satellite Awards                              | 5. ledna 2022      | nejlepší výprava                  | Jim Clay a Claire Nia Richards                                           | dosud nevyhlášeno |
| Satellite Awards                              | 5. ledna 2022      | nejlepší kostýmy                  | Charlotte Walter                                                         | dosud nevyhlášeno |
| Satellite Awards                              | 5. ledna 2022      | nejlepší filmová píseň            | "Down to Joy" – Van Morrison                                             | dosud nevyhlášeno |
| Satellite Awards                              | 5. ledna 2022      | nejlepší zvuk                     | Niv Adiri, Simon Chase, James Mather a Denise Yarde                      | dosud nevyhlášeno |
| Mezinárodní filmový festival v Palm Springs   | 7. ledna 2022      | speciální ocenění                 | Kenneth Branagh, Caitríona Balfe, Jamie Dornan, Ciarán Hinds a Jude Hill | vítězství         |
| Hollywood Critics Association                 | 8. ledna 2022      | objev roku                        | Jude Hill                                                                | vítězství         |
| Hollywood Critics Association                 | 8. ledna 2022      | nejlepší film                     | Belfast                                                                  | dosud nevyhlášeno |
| Hollywood Critics Association                 | 8. ledna 2022      | nejlepší herec ve vedlejší roli   | Jamie Dornan                                                             | dosud nevyhlášeno |
| Hollywood Critics Association                 | 8. ledna 2022      | nejlepší herec ve vedlejší roli   | Ciarán Hinds                                                             | dosud nevyhlášeno |
| Hollywood Critics Association                 | 8. ledna 2022      | nejlepší herečka ve vedlejší roli | Caitríona Balfe                                                          | dosud nevyhlášeno |
| Hollywood Critics Association                 | 8. ledna 2022      | nejlepší obsazení                 | Belfast                                                                  | dosud nevyhlášeno |
| Hollywood Critics Association                 | 8. ledna 2022      | nejlepší režie                    | Kenneth Branagh                                                          | dosud nevyhlášeno |
| Hollywood Critics Association                 | 8. ledna 2022      | nejlepší původní scénář           | Kenneth Branagh                                                          | dosud nevyhlášeno |
| Hollywood Critics Association                 | 8. ledna 2022      | nejlepší filmová píseň            | "Down to Joy" sung by Van Morrison                                       | dosud nevyhlášeno |
| Hollywood Critics Association                 | 8. ledna 2022      | nejlepší střih                    | Úna Ní Dhonghaíle                                                        | dosud nevyhlášeno |
| Critics' Choice Awards                        | 9. ledna 2022      | nejlepší film                     | Belfast                                                                  | dosud nevyhlášeno |
| Critics' Choice Awards                        | 9. ledna 2022      | nejlepší režie                    | Kenneth Branagh                                                          | dosud nevyhlášeno |
| Critics' Choice Awards                        | 9. ledna 2022      | nejlepší herečka ve vedlejší roli | Caitríona Balfe                                                          | dosud nevyhlášeno |
| Critics' Choice Awards                        | 9. ledna 2022      | nejlepší herec ve vedlejší roli   | Jamie Dornan                                                             | dosud nevyhlášeno |
| Critics' Choice Awards                        | 9. ledna 2022      | nejlepší herec ve vedlejší roli   | Ciarán Hinds                                                             | dosud nevyhlášeno |
| Critics' Choice Awards                        | 9. ledna 2022      | objev roku                        | Jude Hill                                                                | dosud nevyhlášeno |
| Critics' Choice Awards                        | 9. ledna 2022      | nejlepší obsazení                 | Belfast                                                                  | dosud nevyhlášeno |
| Critics' Choice Awards                        | 9. ledna 2022      | nejlepší původní scénář           | Kenneth Branagh                                                          | dosud nevyhlášeno |
| Critics' Choice Awards                        | 9. ledna 2022      | nejlepší kamera                   | Haris Zambarloukos                                                       | dosud nevyhlášeno |
| Critics' Choice Awards                        | 9. ledna 2022      | nejlepší střih                    | Úna Ní Dhonghaíle                                                        | dosud nevyhlášeno |
| Critics' Choice Awards                        | 9. ledna 2022      | nejlepší výprava                  | Jim Clay a Claire Nia Richards                                           | dosud nevyhlášeno |
| Golden Globe Awards                           | 9. ledna 2022      | nejlepší film (drama)             | Belfast                                                                  | dosud nevyhlášeno |
| Golden Globe Awards                           | 9. ledna 2022      | nejlepší režie                    | Kenneth Branagh                                                          | dosud nevyhlášeno |
| Golden Globe Awards                           | 9. ledna 2022      | nejlepší scénář                   | Kenneth Branagh                                                          | dosud nevyhlášeno |
| Golden Globe Awards                           | 9. ledna 2022      | nejlepší herec ve vedlejší roli   | Jamie Dornan                                                             | dosud nevyhlášeno |
| Golden Globe Awards                           | 9. ledna 2022      | nejlepší herec ve vedlejší roli   | Ciarán Hinds                                                             | dosud nevyhlášeno |
| Golden Globe Awards                           | 9. ledna 2022      | nejlepší herečka ve vedlejší roli | Caitríona Balfe                                                          | dosud nevyhlášeno |
| Golden Globe Awards                           | 9. ledna 2022      | nejlepší filmová píseň            | "Down to Joy" sung by Van Morrison                                       | dosud nevyhlášeno |
| AACTA International Awards                    | 26. ledna 2022     | nejlepší film                     | Belfast                                                                  | dosud nevyhlášeno |
| AACTA International Awards                    | 26. ledna 2022     | nejlepší režie                    | Kenneth Branagh                                                          | dosud nevyhlášeno |
| AACTA International Awards                    | 26. ledna 2022     | nejlepší scénář                   | Kenneth Branagh                                                          | dosud nevyhlášeno |
| AACTA International Awards                    | 26. ledna 2022     | nejlepší herec ve vedlejší roli   | Jamie Dornan                                                             | dosud nevyhlášeno |
| AACTA International Awards                    | 26. ledna 2022     | nejlepší herec ve vedlejší roli   | Ciarán Hinds                                                             | dosud nevyhlášeno |
| AACTA International Awards                    | 26. ledna 2022     | nejlepší herečka ve vedlejší roli | Caitríona Balfe                                                          | dosud nevyhlášeno |
| AACTA International Awards                    | 26. ledna 2022     | nejlepší herečka ve vedlejší roli | Judi Dench                                                               | dosud nevyhlášeno |